# Lucien De Brauwere
Lucien De Brauwere, né le 10 juin 1951 à Audenarde et mort le 17 octobre 2020 à Petegem-aan-de-Schelde, est un coureur cycliste belge. Il est professionnel de 1973 à 1976. 

## Palmarès

### Palmarès amateur
- 1972
  -  Champion de Belgique sur route amateurs
  - Courtrai-Gammerages
  - Circuit du Hainaut

### Palmarès professionnel
- 1973
  - 4ea étape du Tour de Luxembourg
  - Grand Prix de Péruwelz
  - 1re étape de l'Étoile des Espoirs
  - 3e du Championnat de Zurich
- 1974
  - Prologue du Tour de Luxembourg (contre-la-montre par équipes)
  - 2e du Circuit des Trois Provinces (Avelgem)
  - 2e de la Ruddervoorde Koerse
- 1975
  - 2e de la Gullegem Koerse
- 1976
  - 2e de la Nokere Koerse

## Résultats sur les grands tours

### Tour de France
3 participations 
- 1973 : abandon (8e étape)
- 1974 : hors délais (1re étape)
- 1975 : abandon (11e étape)

### Tour d'Espagne
1 participation 
- 1975 : 49e